# 九龍巴士286C線
九龍巴士286C線是香港一條巴士路線，來往馬鞍山（利安）及長沙灣（海達邨），取道青沙公路，途經馬鞍山市中心、亞公角街、石門、長沙灣及深水埗。
本線另設特別路線286D，來往馬鞍山市中心及深水埗，只於星期一至五上午繁忙時間設去程及下午繁忙時間設回程服務。
本線是馬鞍山首條途經青沙公路的全日常規專營巴士路線。

## 歷史
由於86C線行車路線相當迂迴，須途經大涌橋路及大圍等地區來往馬鞍山及深水埗，由馬鞍山來往長沙灣廣場的車程時間亦長達一小時半。加上有關當局曾於2014年沙田區區域性巴士路線重組的初步建議當中，提及安排更多巴士路線途經使用率偏低的青沙公路，並於青沙管制區收費廣場設立轉線站，使沙田區各屋邨屋苑小區能夠有巴士路線前往該站，並透過轉乘優惠，轉乘其他路線來往深水埗區、油尖旺區及葵青區。
因此建議86C線改經大埔公路－沙田段及青沙公路，不再途經大涌橋路富豪花園至乙明邨段、大圍、獅子山隧道及石硤尾，另延伸服務範圍至大角咀，以奧運站為總站，同時取消該線之特別班次86P及86X線，路線編號亦相應改為286C，並透過青沙管制區收費廣場轉車站及與其他途經青沙公路巴士路線之轉乘優惠，方便乘客轉乘其他巴士路線來往深水埗、油尖旺及葵青等地區。 
由於本線的定價（$10.3）較86和86C線高昂而反對重組建議，結果修改為保留86C線（並更改行車路線，不經恆安巴士總站、車公廟路及紅梅谷路），只取消86P及86X線以騰出資源開辦本路線，原定全日服務改為只於平日早上及下午繁忙時間分別提供4班往九龍方向及1班往馬鞍山方向班次；而本路線的全程收費則予以下調，九龍區行車路線方面則縮減服務範圍至深水埗，建議經沙田區議會交通及運輸委員會商討後獲得通過，本線最終於2014年12月6日起投入服務。
- 2014年12月6日：配合沙田區區域巴士路線重組，本線投入服務，取代86P及86X線之服務，途經青沙公路[3]。
- 2015年1月10日：增停青沙公路轉車站，並增設與其他途經青沙公路巴士路線的轉乘優惠[4]。
- 2015年3月21日：增設到站時間預報[5]。
- 2015年6月1日：星期一至五由利安開出的班次增至5班，由深水埗開出的班次增至3班[6]。
- 2015年9月29日：星期一至五由深水埗開出的班次增至4班，開出時間改為17:48、18:05、18:20及18:40。
- 2017年5月29日：星期一至五由利安開出的班次增至6班；由深水埗開出的班次增至5班。
- 2017年7月1日：新增由富安花園往馬鞍山（利安）的分段收費。
- 2018年3月12日：星期一至五由利安開出的班次增至7班。
- 2018年10月15日：星期一至五由利安開出的班次增至8班，由深水埗開出的班次增至6班[7]。
- 2020年3月29日：此路線作出以下改動，以配合提升至全日服務[8][9]：
  - 九龍區總站遷往長沙灣（深旺道）；
  - 往長沙灣（深旺道）方向，於長沙灣道近欽州街交界改經欽州街、欽州街西及深旺道前往長沙灣（深旺道）；
  - 往利安方向，經深旺道、興華街西、連翔道、東京街西、深旺道、欽州街西及欽州街返回長沙灣道原有路線。
- 2023年4月23日：長沙灣總站由深旺道遷往新落成的海達公共運輸交匯處；往長沙灣方向取消深旺道「東京街西」站[10]。
- 2024年6月16日：來回方向於馬鞍山路近錦駿苑增設中途站。[11][12]
- 2025年3月10日：由長沙灣（海達邨）開出之尾班車時間由23:00延遲至23:10。
- 2025年5月26日：286D線投入服務，星期一至五來往馬鞍山市中心及深水埗，途經寧泰路、碩門邨、青沙公路及長沙灣道；上午一班往深水埗，下午一班往馬鞍山。[13]

## 服務時間及班次
286C
| 馬鞍山（利安）開 | 馬鞍山（利安）開 | 馬鞍山（利安）開 | 長沙灣（海達邨）開 | 長沙灣（海達邨）開 | 長沙灣（海達邨）開 |
| 日期             | 服務時間         | 班次（分鐘）     | 日期               | 服務時間           | 班次（分鐘）       |
| ---------------- | ---------------- | ---------------- | ------------------ | ------------------ | ------------------ |
| 星期一至五       | 06:00            | 06:00            | 星期一至五         | 09:00-10:00        | 30                 |
| 星期一至五       | 06:20-06:50      | 15               | 星期一至五         | 10:00-16:40        | 20                 |
| 星期一至五       | 07:02            | 07:02            | 星期一至五         | 16:40-17:10        | 15                 |
| 星期一至五       | 07:14-08:20      | 9/10             | 星期一至五         | 17:10-17:31        | 10/11              |
| 星期一至五       | 08:20-16:20      | 20               | 星期一至五         | 17:31-18:25        | 9                  |
| 星期一至五       | 16:20-20:20      | 30               | 星期一至五         | 18:25-19:00        | 11/12              |
| 星期一至五       | 20:20-22:00      | 25               | 星期一至五         | 19:00-23:00        | 20                 |
| 星期六           | 06:00-18:00      | 20               | 星期六             | 09:00-10:00        | 30                 |
| 星期六           | 18:00-22:00      | 30               | 星期六             | 10:00-18:00        | 20                 |
|                  |                  |                  | 星期六             | 18:00-19:00        | 15                 |
| 19:00-23:00      | 20               |                  | 星期六             |                    |                    |
| 星期日及公眾假期 | 06:00-08:00      | 30               | 星期日及公眾假期   | 09:00-10:00        | 30                 |
| 星期日及公眾假期 | 08:00-18:00      | 20               | 星期日及公眾假期   | 10:00-23:00        | 20                 |
| 星期日及公眾假期 | 18:00-22:00      | 30               |                    |                    |                    |

286D
- 星期一至五
  - 馬鞍山市中心開：07:20
  - 深水埗（欽州街）開：18:00

286D線星期六、日及公眾假期不設服務

## 收費
286C/286D
| 路線 | 全程收費 | 分段收費                                                                  |
| ---- | -------- | ------------------------------------------------------------------------- |
| 286C | $11.3    | - 過青沙公路後往長沙灣（海達邨）／利安：$7.4 - 富安花園往利安：$5.1       |
| 286D | $11.3    | - 過青沙公路後往深水埗／馬鞍山市中心：$7.4 - 富安花園往馬鞍山市中心：$5.1 |

| - 本線設有12歲以下小童及65歲或以上長者半價優惠。 - 65歲或以上香港居民使用「樂悠咭」，以及12歲以下合資格殘疾兒童使用「殘疾人士身份」個人八達通繳付車資，均可享有每程$2.0或半價（以較低者為準）的票價優惠；12至64歲合資格殘疾人士使用「殘疾人士身份」個人八達通（包括「樂悠咭」），以及60至64歲香港居民使用「樂悠咭」繳付車資，均可享有每程$2.0或全費（以較低者為準）的票價優惠。 - 65歲或以上長者如使用長者或一般個人八達通繳付車資，則只可享有半價優惠；12至64歲合資格殘疾人士如不使用「殘疾人士身份」個人八達通，以及60至64歲人士如不使用「樂悠咭」繳付車資，必須繳付全費。 - 乘客可以現金或八達通於上車時付款，不設找續。 - 每位成人乘客可免費攜帶最多兩名4歲以下而不佔座位的兒童乘客乘車，超額之4歲以下小童必須繳付小童車費乘車。 - 持有「九巴月票」之乘客在車票有效期內，每日可享最多10程任何九龍巴士及龍運巴士路線（包括本路線，以及聯營路線的九龍巴士／龍運巴士提供的班次；惟乘搭機場「A」及「NA」線則可享原價二七折優惠（不會計算每天10次合資格車程））；而B1線則每日可享最多各2程（不會計算每天10次合資格車程）。 - 九龍巴士、城巴、龍運巴士及陽光巴士全職員工及家屬（不包括外判職員）可免費乘搭本路線，惟必須拍職員或職員家屬八達通。 - 乘客亦可透過多元化電子支付系統（e度嘟）繳付車資，包括使用非接觸式VISA卡、JCB卡、萬事達卡、銀聯卡、美國運通、大來國際、Discover Card、Apple Pay、Google Pay、Samsung Pay、AlipayHK「易乘碼」、支付寶、WeChatHK／微信支付「搭車碼」、銀聯雲閃付「乘車碼」及BOC Pay「乘車碼」。乘客使用此付款方式，使用此支付方式的乘客可享有中途下車之分段收費，以及與其他九巴／龍運獨營路線或聯營線九巴／龍運班次之轉乘優惠，惟不適用於與非九巴／龍運路線之轉乘優惠，亦不能享有「公共交通費用補貼計劃」及「長者及合資格殘疾人士公共交通票價優惠計劃」。 |

### 八達通轉乘優惠
乘客登上本線後150分鐘內以同一張八達通卡轉乘以下路線，或從以下路線登車後150分鐘內以同一張八達通卡轉乘本線，次程可獲車資折扣優惠：
- 286C往長沙灣 → 38B往海濱花園、240X往葵興站、249X往青衣站、280X往尖沙咀、286P往荔枝角站、286X往深水埗、287P往旺角或287X往佐敦，次程車資全免
- 286C往長沙灣 → 270B往奧運站、270D往深水埗、270P往九龍站、272E往柏景灣、272P往葵興站或272X往旺角東站，回贈首程車資
- 240X往葵興站、270B往奧運站、270D往深水埗、270P往九龍站、272E往柏景灣、272P往葵興站或272X往旺角東站 → 286C往長沙灣，次程車資全免
- 38B往海濱花園、249X往青衣站、280X往尖沙咀、286P往荔枝角站、286X往深水埗、287P往旺角或287X往佐敦 → 286C往長沙灣，回贈首程車資
- 286C往利安 → 38B往碩門邨、240X往黃泥頭、249X往博康、280X往穗禾苑、286X往顯徑或287X往水泉澳，次程車資全免
- 286C往利安 → 270B往上水、271X往富亨、272E往太和、272P往富亨、272X往大埔中心或287D往錦英苑，回贈首程車資
- 38B往碩門邨、249X往博康、280X往穗禾苑、286X往顯徑或287X往水泉澳 → 286C往利安，回贈首程車資
- 240X往黃泥頭、270B往上水、271X往富亨、272E往太和、272P往富亨、272X往大埔中心或287D往錦英苑 → 286C往利安，次程車資全免

## 行車路線

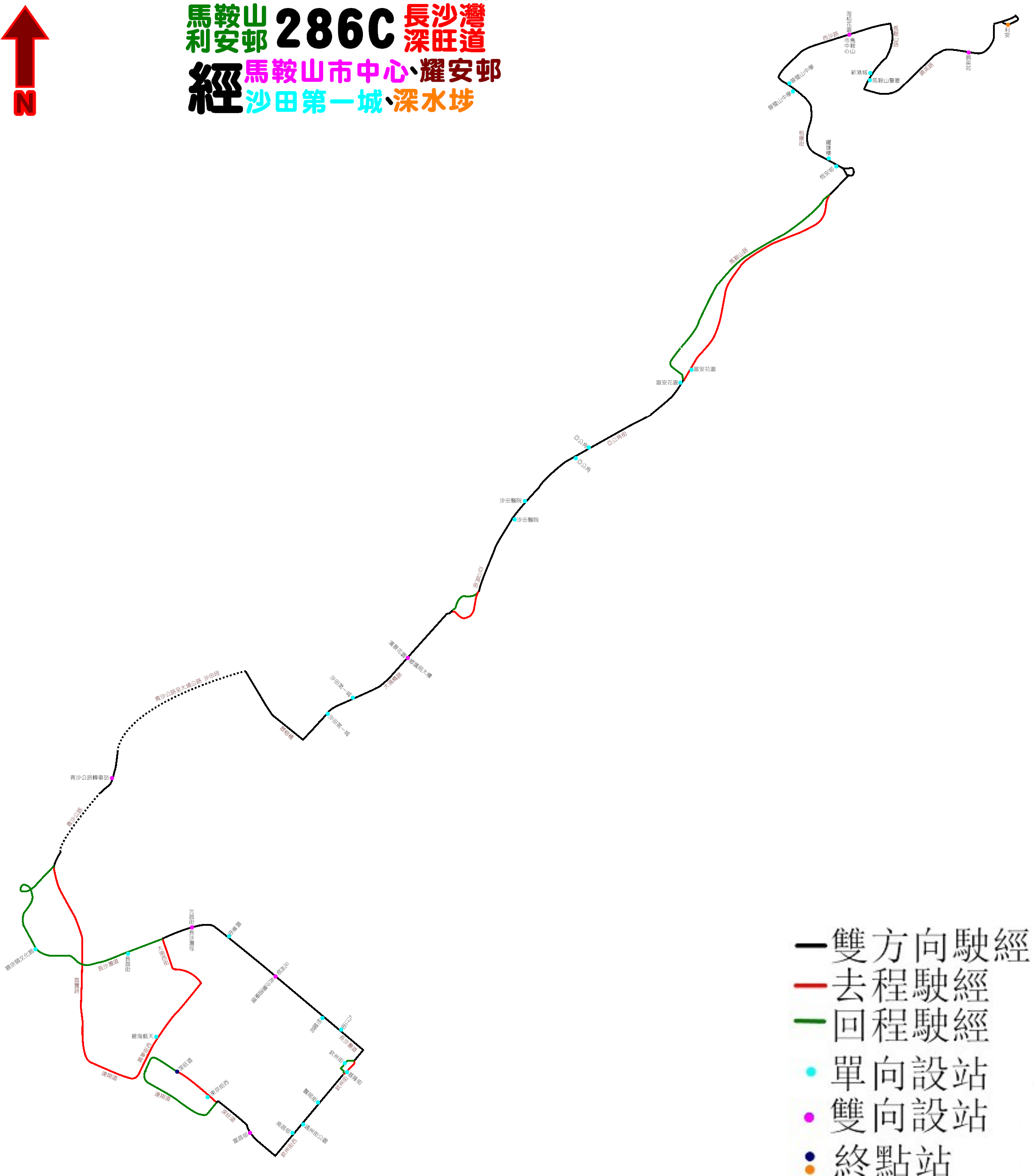
286C線的走線圖

286C線由馬鞍山（利安）開出途經利安邨通道、錦英路、馬鞍山路、西沙路、恆康街、馬鞍山路、恆德街、亞公角街、石門交匯處、大涌橋路、火炭路、大埔公路-沙田段、青沙公路（大圍隧道、沙田嶺隧道、尖山隧道）、荔寶路、連翔道、興華街西、興華街、荔枝角道、大南西街、長沙灣道、欽州街、欽州街西、深旺道及海達街前往長沙灣（海達邨）；由長沙灣（海達邨）開出途經海達街、深旺道、欽州街西、欽州街、深水埗（欽州街）巴士總站、欽州街、長沙灣道、青山道、青沙公路（尖山隧道、沙田嶺隧道、大圍隧道）、大埔公路—沙田段、火炭路、大涌橋路、石門交匯處、亞公角街、恆德街、恆信街、恆泰路、支路、馬鞍山路、恆康街、西沙路、馬鞍山路、錦英路及利安邨通道前往馬鞍山（利安），具體停站請參考資訊框。
286D線由馬鞍山市中心開出途經西沙路、恆輝街、寧泰路、保泰街、寧泰路、恆泰路、恆信街、亞公角街、石門交匯處、大涌橋路、安心街、安耀街、安明街、小瀝源路、沙田圍路、沙田路、獅子山隧道公路、紅梅谷路、車公廟路、青沙公路（沙田嶺隧道、尖山隧道）、呈祥道、葵涌交匯處、葵涌道及長沙灣道前往深水埗；由深水埗（欽州街）開出途經欽州街、長沙灣道、青山道、青沙公路（尖山隧道、沙田嶺隧道）、車公廟路、紅梅谷路、獅子山隧道公路、沙田路、沙瀝公路、沙田圍路、小瀝源路、安明街、安耀街、安心街、大涌橋路、石門交匯處、亞公角街、恆信街、恆泰路、寧泰路、恆輝街、西沙路、鞍源街、鞍駿街、鞍超街及西沙路前往馬鞍山市中心，具體停站請參考資訊框。

## 使用狀況
在2016-2017年度巴士路線發展計劃中顯示，本線載客率為96%。

## 爭議
由於本路線所途經的大埔公路-沙田段一直受到塞車影響，因此本線在沙田第一城及青沙公路之間，設有多個行車路線選擇，其中一個為途經富豪花園對出的大涌橋路但不設站。與此同時，原本於富豪花園設站的86C線因本線提升至全日服務，遭到班次削減。因此富豪花園所屬的王屋區區議員黎梓恩一直爭取本線於上述地方設站，隨即引起馬鞍山地區人士的不滿，批評此舉為搶奪資源。而黎則反駁本線路尚有載客空間，引起雙方之間罵戰。

## 外部連結
九巴
- 九龍巴士286C線
- 九龍巴士286C線詳細時間表 （页面存档备份，存于）

其他
- 681巴士總站 （页面存档备份，存于）
- i-busnet.com （页面存档备份，存于）
- 香港巴士大典上的相关条目：九巴286C線